# Cmentarz żydowski w Jevíčku
Cmentarz żydowski w Jevíčku (czes. Židovský hřbitov v Jevíčku) – cmentarz żydowski zlokalizowany w Czechach, w mieście Jevíčko (kraj pardubicki). 
Nekropolia umiejscowiona jest około 900 metrów na północny zachód od rynku przy szosie na Zadní Arnoštov. Założona została w 1836, a jego pierwotna powierzchnia wynosiła 5603 m². Cmentarz zniszczyli naziści, a w latach 70. XX wieku zamieniono go na park (wtedy też zburzono istniejącą jeszcze wówczas kostnicę). W początku lat 90. XX wieku z resztek istniejących nagrobków utworzono symboliczną mogiłę w jednym miejscu, otoczoną drewnianym płotkiem.